# Nunatak Buen Suceso
Nunatak Buen Suceso är en nunatak i Antarktis. Den ligger i Västantarktis. Argentina, Chile och Storbritannien gör anspråk på området.
Terrängen runt Nunatak Buen Suceso är varierad. Havet är nära Nunatak Buen Suceso åt sydväst. Trakten är obefolkad. Det finns inga samhällen i närheten.